# 永吉一郎
永吉 一郎（ながよし いちろう、1962年 - ）は、日本の企業家。兵庫県神戸市出身。株式会社神戸デジタル・ラボ代表取締役。

## 略歴
- 1962年、神戸市生まれ。現在も神戸在住。
- 旧神戸市立湊川多聞小学校（〜5年まで）、神戸市立板宿小学校（6年のみ）、神戸市立飛松中学校、伊川谷高等学校の出身。
- 1985年広島大学卒。生物生産学部生物生産学科水産専攻。

専門は水族病理学。卒業論文は「アユにおけるVibrio Anguillarumの動態の電子顕微鏡観察」。
大学卒業後は京セラ（株）に入社。入社前年に買収されたヤシカの事業部門、光学機器事業部に配属される。コンパクトカメラの機械設計を担当。海外事業所や国内地方工場勤務を経て88年原宿事業所商品企画部門に異動。
- 1991年、神戸で広告会社を経営していた父親が突然重病で倒れたため京セラ退社、経営を引き継ぐ。父親は3年後の94年2月、意識不明のまま死亡。
- 1995年、阪神・淡路大震災の年に（株）神戸デジタル・ラボを設立。

## 社会的活動・受賞歴
- 神戸市教育委員会オンライン教育アドバイザー（現在[いつ?]）
- 地域ICT推進協議会副会長（現在[いつ?]）
- 神戸市総合基本計画審議会委員（現在[いつ?]）
- 兵庫県行財政構造改革会議委員（現在[いつ?]）
- 神戸商工会議所1号議員（現在[いつ?]）
- 神戸経済同友会幹事（現在[いつ?]）
- 神戸市政策提言会議委員（現在[いつ?]）
- 総務省「地方の活性化とユビキタスネット社会に関する懇談会」委員（2008年度）
- 広島大学特別講師(2010年度)
- 兵庫県立大学大学院応用情報科学研究科特別講師(2010年度)
- 流通科学大学客員教授(2009年度)
- 神戸学院大学客員教授(2003年度)
- 社会福祉法人プロップステーション評議員（現在[いつ?]）
- グローバルプロジェクト推進機構(JEARN)副理事長（現在[いつ?]）
- 2007年度Japan Venture Award（中小企業庁）奨励賞受賞。

## エピソード

新長田鉄人28号プロジェクト

- （株）神戸デジタル・ラボは設立当初マルチメディア制作・ITエンジニアの派遣を中心とした事業で急成長。現在はWEBセキュリティや企業の内部統制コンサルティング、ECサイトの構築やバックエンドシステムの構築、システム運用・保守などを主業務としている。
- 震災時の起業であったこと、ロケーションを神戸に拘り続けた事などからリクルート系雑誌や日本経済新聞など数多くのマスメディアに取り上げられ、初期の成長の起爆剤となった。
- 人材採用に関して非常に厳しい基準を持っている反面、その基準をクリアしていれば国籍、性別、年齢、その他に左右されない採用を行う事で知られている。
- 趣味は映画鑑賞（主に007シリーズ）とバンド活動で、大学入学と同時に始めたドラマー歴は30年以上に及ぶ。
- サラリーマン時代、海外出張の折に始めた水族館巡りは国内外60箇所以上。
- 京セラ勤務時代にヤマハのポピュラー・ミュージック・スクール(PMS)のドラム科講師試験を受け合格。87年〜91年まで講師として生徒を指導。
- 1987年にはヤマハの講師仲間で結成したバンドでローランド・ニューエイジ・コンテストに出場、甲信越大会で優勝。決勝大会が行われたグアム島に行くために1週間会社を休み、それが原因で長野県工場の開発部門から東京原宿事業所の企画部門へ異動となる。
- 現在活動中のバンドはベースに元M-BANDの岡田誠司。岡田は現在神戸市の観光の目玉となっている新長田鉄人28号プロジェクトや三国志プロジェクトの事務局長として著名。THE BEATLESに造詣が深く、BEATLESトリビュートバンドの経験もある。